# Fórmula d'inversió de Möbius
En matemàtiques, la fórmula clàssica d'inversió de Möbius és una relació entre parells de funcions aritmètiques, definides cadascuna de l' altra per sumes sobre divisors. Va ser introduït a la teoria de nombres el 1832 per August Ferdinand Möbius.
Una gran generalització d'aquesta fórmula s'aplica a la suma sobre un conjunt arbitrari localment finit parcialment ordenat, amb la fórmula clàssica de Möbius aplicant-se al conjunt dels nombres naturals ordenats per divisibilitat: vegeu àlgebra d'incidència.

## Enunciat de la fórmula
La versió clàssica afirma que si g i f són funcions aritmètiques satisfactòries
{\displaystyle g(n)=\sum _{d\mid n}f(d)\quad {\text{per tot enter }}n\geq 1}
aleshores
{\displaystyle f(n)=\sum _{d\mid n}\mu (d)g\left({\frac {n}{d}}\right)\quad {\text{per tot enter }}n\geq 1}
on μ és la funció de Möbius i les sumes s'estenen sobre tots els divisors positius d de n (indicat per {\displaystyle d\mid n} a les fórmules anteriors). En efecte, la f(n) original es pot determinar donada g(n) utilitzant la fórmula d'inversió. Es diu que les dues seqüències són transformacions de Möbius l'una de l'altra.
La fórmula també és correcta si f i g són funcions dels nombres enters positius a algun grup abelià (vist com un mòdul Z).
En el llenguatge de les circumvolucions de Dirichlet, la primera fórmula es pot escriure com
{\displaystyle g={\mathit {1}}*f}
on ∗ denota la convolució de Dirichlet, i 1 és la funció constant 1(n) = 1. La segona fórmula s'escriu llavors com
{\displaystyle f=\mu *g.}
Molts exemples específics es donen a l'article sobre funcions multiplicatives.
El teorema segueix perquè ∗ és (commutatiu i) associatiu, i 1 ∗ μ = ε, on ε és la funció d'identitat per a la convolució de Dirichlet, prenent valors ε(1) = 1, ε(n) = 0 per a tots els n > 1. Així
{\displaystyle \mu *g=\mu *({\mathit {1}}*f)=(\mu *{\mathit {1}})*f=\varepsilon *f=f}
Substituint {\displaystyle f,g} per {\displaystyle \ln f,\ln g}, obtenim la versió del producte de la fórmula d'inversió de Möbius
{\displaystyle g(n)=\prod _{d|n}f(d)\iff f(n)=\prod _{d|n}g\left({\frac {n}{d}}\right)^{\mu (d)},\forall n\geq 1.}